# Сабін Пасс ЗПГ (термінал/завод)
Сабін Пасс ЗПГ – інфраструктурний об’єкт для прийому та регазифікації зрідженого природного газу, розміщений на узбережжі штату Луїзіана. В 2010-х роках став першим серед терміналів США, що були доповнені заводом із виробництва ЗПГ для експорту в інші країни. 
Імпортний термінал, введений в дію у 2008 році, розташували в пониззі річки Сабін, яка розділяє Техас і Луїзіану.  Його потужність становила до 41 млрд.м3 на рік, а сховище для зрідженого газу складалось з п`яти резервуарів об’ємом по 160000 м3 кожен.
Сабін Пасс ЗПГ знаходиться за 3,7 милі від Мексиканської затоки, до якої має доступ через підхідний судноплавний канал глибиною 12 метрів. Для обслуговування газових танкерів споруджено два доки, що можуть обслуговувати судна розміром до Q-max включно.
На початку 21 століття в США розпочалась «сланцева революція», що призвела до стрімкого зростання виробництва природного газу та перетворення країни на нетто-експортера блакитного палива. Нівелювання попиту на імпорт ЗПГ змусило власників призначених для цього терміналів розпочати їх перетворення на експортноорієнтовані заводи із зрідження газу, які б могли використовувати наявну інфраструктуру (трубопроводи, сховища, портові об`єкти). Сабін Пасс, що належить компанії Cheniere Energy, став першим об’єктом такого роду. На його майданчику можливо розмістити до шести однакових технологічних ліній потужністю по 4,5 млн т ЗПГ на рік. 
Перше судно з вантажем зрідженого газу вирушило звідси 24 лютого 2016 року. До кінця 2016-го запустили в експлуатацію дві лінії, ще дві повинні стати до роботи протягом наступного року. Ведеться спорудження п’ятої, запуск якої запланований на 2019 рік. Після цього потужність заводу досягне 22,5 млн. т на рік, або 31,5 млрд.м3.
В межах проєкту споруджений для транспортування регазифікованої продукції 94-мильний газопровід Creole Trail модернізували для роботи у бідирекціональному режимі.
При наявності достатнього попиту буде додана шоста виробнича лінія. Також може бути споруджений шостий резервуар таким же обсягом як і попередні, дозвіл на будівництво якого отримано ще при узгодженні проєкту імпортного термінала.